# Michael Herzberg

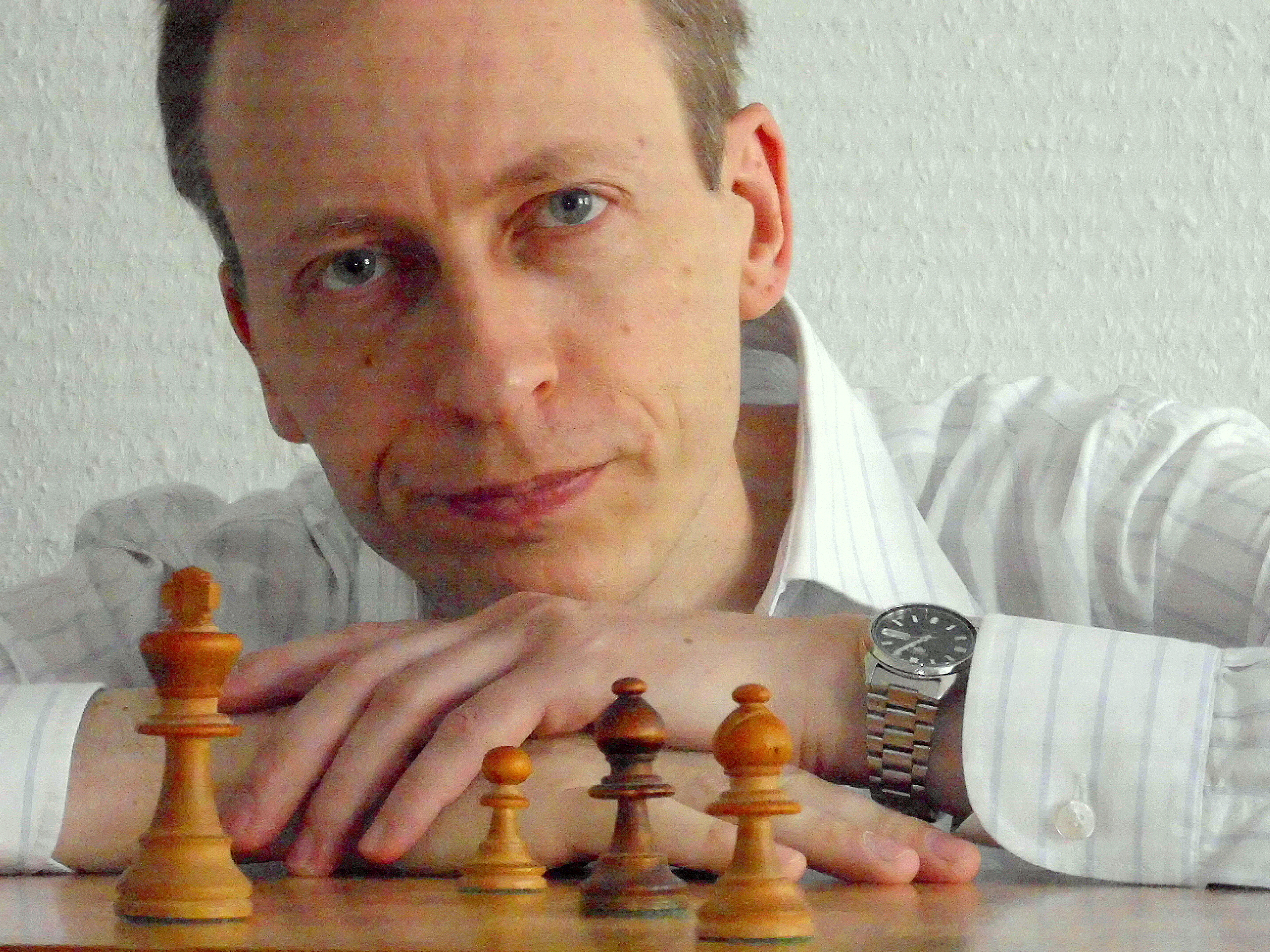
Michael Herzberg, 2011

Michael Herzberg (* 29. März 1964 in Hildesheim) ist ein deutscher Schachkomponist. Er ist Internationaler Meister für Schachkomposition, der zurzeit einzige in Niedersachsen.

## Problemschach
Michael Herzberg veröffentlichte 1986 seine erste Aufgabe in der Europa-Rochade. Es folgten bis 2022 weitere 635 Kompositionen. 263 Stücke von ihnen erhielten Auszeichnungen. 2004 wurde ihm der Titel FIDE-Meister und 2011 der Titel Internationaler Meister für Schachkompositionen von der World Federation for Chess Composition verliehen. Michael Herzberg komponiert in erster Linie Mehrzüger und nahm in dieser Kategorie auch an der Weltmeisterschaft für Schachkompositionen 1998–2000 teil, bei der er den zweiten Platz belegte.

## Beruf
Michael Herzberg hat eine Lehre zum Werkzeugmacher absolviert, danach die Prüfung zum Industriemeister, Fachrichtung Metall abgelegt und war bis August 2021 bei der SEG Automotive in Hildesheim als Teamleiter/Prozessbetreuer in der Starterfertigung tätig.

## Privates
Neben dem Problemschach ist Japanologie ein weiterer Schwerpunkt, weshalb Michael Herzberg regelmäßig in Tokio und Umgebung unterwegs ist.